# Ratolí de Thomas
Els ratolins de Thomas (Thomasomys) són un gènere de rosegadors de la tribu dels thomasominis, dins la subfamília dels sigmodontins, que viuen als Andes des de Veneçuela fins a Bolívia, a un altitud d'entre 1.500 i 4.300 metres. Aquests animals viuen a páramos i boscos. S'han trobat espècies fòssils de ratolins de Thomas a l'Equador i Bonaire.

## Taxonomia
El gènere conté les espècies següents:
- Ratolí de Thomas d'Anderson (T. andersoni — Bolívia)
- Ratolí de Thomas d'Antonio Brack (T. antoniobracki — Perú)
- Thomasomys apeco (Perú)
- Thomasomys aureus (Veneçuela i Bolívia)
- Thomasomys australis (Bolívia)
- Thomasomys baeops (Equador)
- Thomasomys bombycinus (Colòmbia)
- Thomasomys burneoi (Equador)
- Thomasomys caudivarius (Equador)
- Thomasomys cinereiventer (Colòmbia)
- Thomasomys cinereus (Perú)
- Thomasomys cinnameus (Equador)
- Thomasomys daphne (Perú fins a Bolívia)
- Thomasomys eleusis (Perú)
- Thomasomys erro (Equador)
- Thomasomys gracilis (Perú)
- Thomasomys hudsoni (Equador)
- Thomasomys hylophilus (Colòmbia fins a Veneçuela)
- Thomasomys incanus (Perú)
- Thomasomys ischyrus (Perú)
- Thomasomys kalinowskii (Perú)
- Thomasomys ladewi (Bolívia)
- Thomasomys laniger (Colòmbia fins a Veneçuela)
- Ratolí de Thomas de Loja i Piura (T. lojapiuranus — Equador i Perú)
- Thomasomys macrotis (Perú)
- Thomasomys monochromos (Colòmbia)
- Thomasomys niveipes (Colòmbia)
- Thomasomys notatus (Perú)
- Ratolí de Thomas ashaninca (T. onkiro — Perú)
- Thomasomys oreas (Perú i tot Bolívia)
- Ratolí de Thomas de Pagaibamba (T. pagaibambensis — Perú)
- Thomasomys paramorum (Equador)
- Thomasomys pardignasi (Equador)
- Thomasomys popayanus (Colòmbia)
- Thomasomys praetor (Perú)
- Thomasomys pyrrhonotus (Equador i Perú)
- Thomasomys rhoadsi (Equador)
- Thomasomys rosalinda (Perú)
- Ratolí de Thomas de Salazar (T. salazari — Equador)
- Ratolí de Thomas de la Jalca (T. shallqukucha — Perú)
- Thomasomys silvestris (Equador)
- Thomasomys taczanowskii (Perú i Bolívia)
- Ratolí de Thomas de la Serralada Oriental (T. ucucha — Equador)
- Thomasomys vestitus (Veneçuela)
- Thomasomys vulcani (Equador)